# Myrne (obwód iwanofrankiwski)
Myrne (ukr. Мирне) – wieś na Ukrainie, w obwodzie iwanofrankiwskim, w rejonie nadwórniańskim.